# Boerenjongens

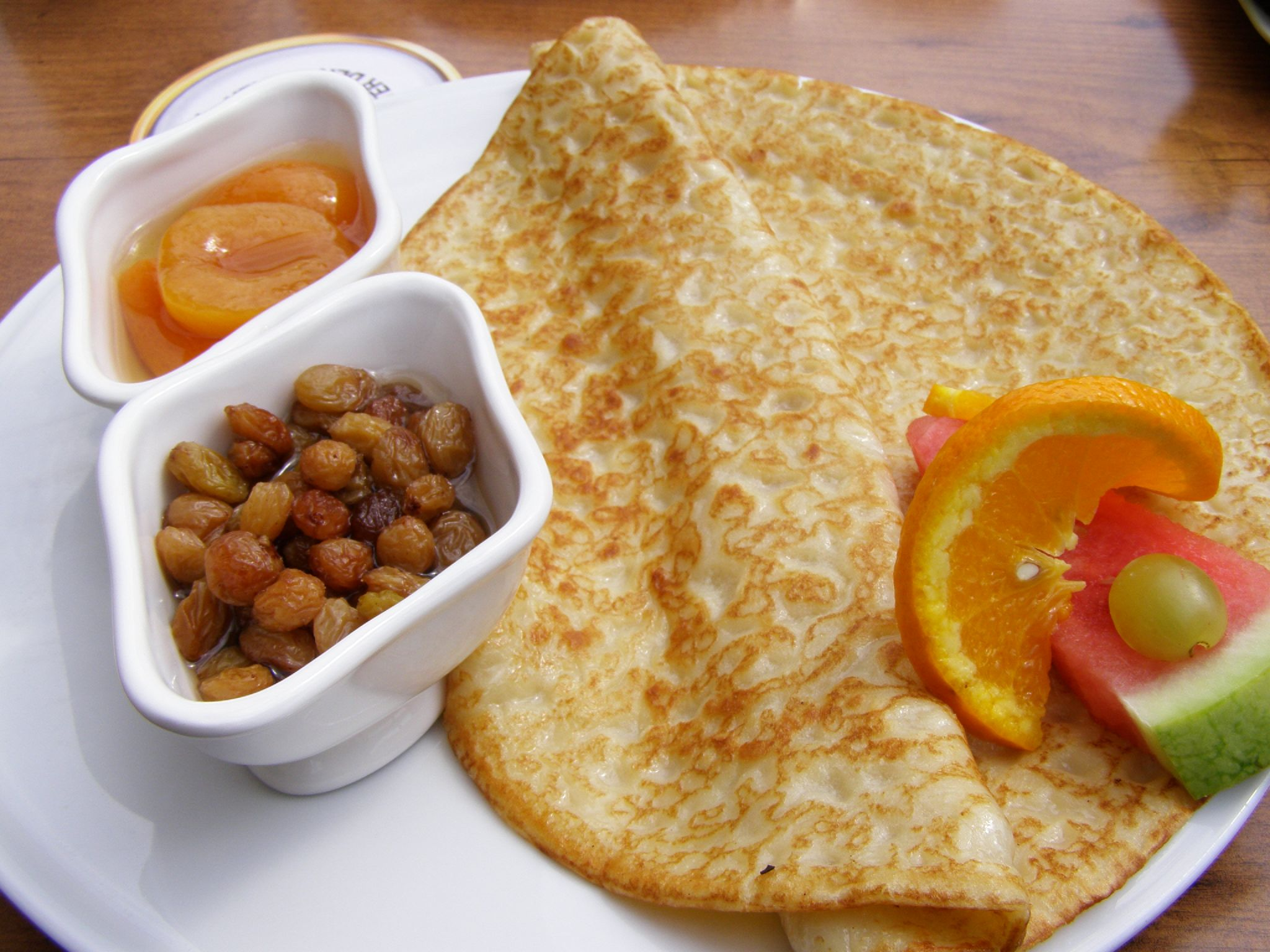
Een pannenkoek met boerenjongens en boerenmeisjes.

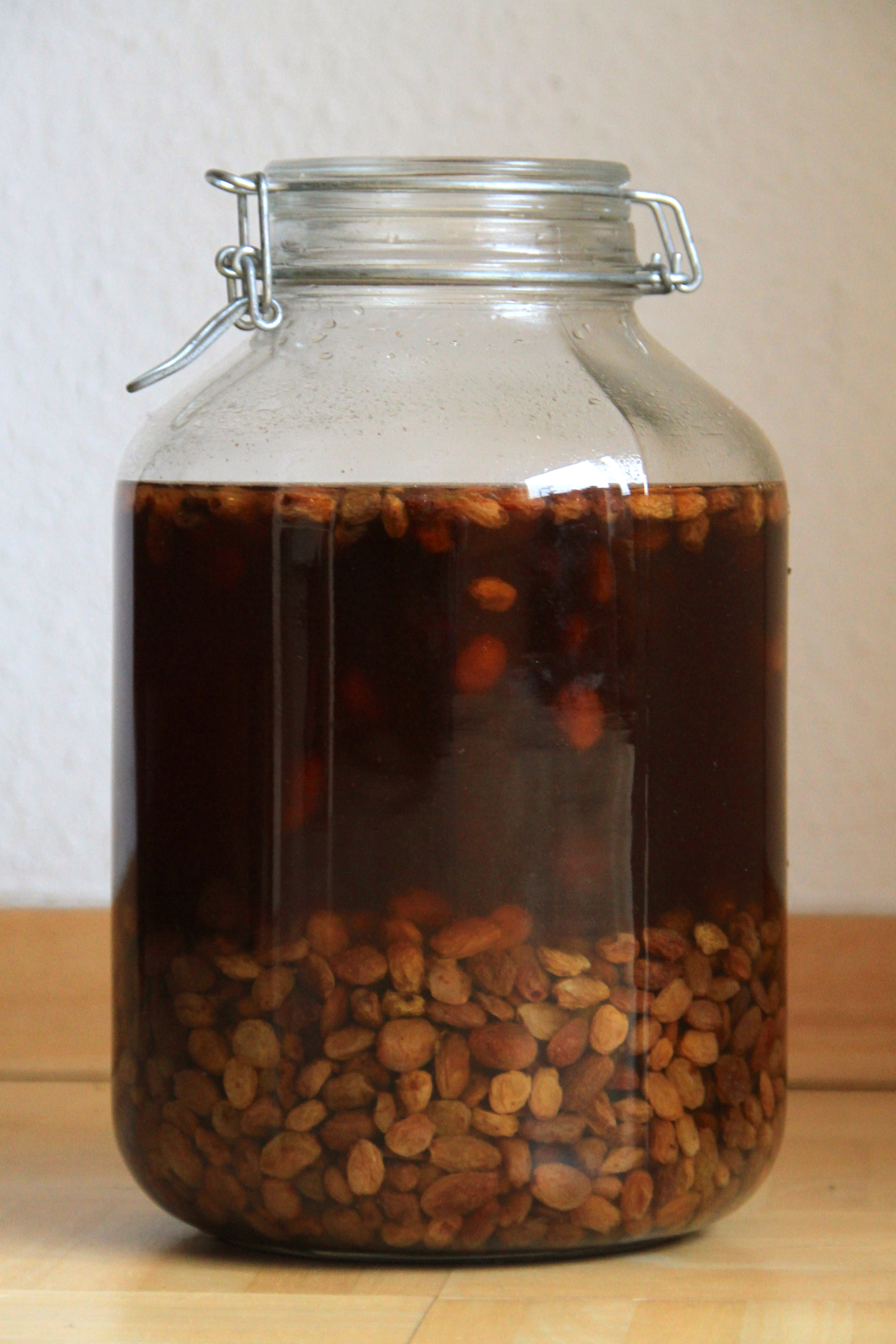
Het "inleggen" in een weckpot

Boerenjongens is een vorm van vruchten op brandewijn, waarbij rozijnen in alcohol ingelegd worden.

## Regionaal gebruik
Boerenjongens is binnen de noordelijke provincies van Nederland vooral in Groningen bekend. Ook in Oost-Friesland behoort boerenjongens tot de bekendste culinaire specialiteiten en wordt daar "Bohntjesopp" genoemd. Het werd vroeger vooral op feestdagen, zoals verjaardagen, 'gedronken'. 

## Trivia
- Abrikozen op brandewijn worden boerenmeisjes genoemd.
- Boerenjongens met advocaat en slagroom worden ook wel BAS'jes genoemd.